# 天守の一覧
天守の一覧（てんしゅのいちらん）は、日本の城郭の天守、またはそれを模倣した建築物の一覧。

## 凡例

### 掲載範囲
以下のような建物を記載する。
1. 天守は、「てんしゅ」と呼ぶ、呼ばれていたもの（漢字表記の指定はない）
2. 御三階櫓などの実質上、天守としていたもの。
3. 天守のない城郭において天守としてみなされていた事実のある櫓。

### 現状による分類
各天守について以下のような区別をする。記述方法は各節に従う。
- 現存天守は、城が存城当時に建てられたものが野外において保存され、現在も存在が認められるものをいう。
- 現存しない天守は、現在では建物はないが、指図・絵画資料・文献・遺構・古写真の何れかがあり、存在した当時の様子が覗える資料が現存するものをいう。伝説・伝承のみのものは含まない。
- 木造復元天守は、文献・絵図・絵画資料・古写真・遺構などを元に当時の工法・構法を用いて忠実に復元したものをいう。
- 外観復元天守は、文献・絵図・絵画資料・古写真を元に外観を復元したものをいう。
- 復興天守は、天守は過去に存在し、同じ場所に現存する城を参考に、または想像して建てられたものをいう。
- 模擬天守は、存在が確認できないまたは、特定に至らない状態で建てられたものをいう。主に以下3種に分類に属するもの。
  1. 天守は実在したが、異なる場所（城敷地内もしくは常識的な近隣）に再建されたもの。
  2. 天守台は実在したが、天守が建てられなかった城に建てられたもの。
  3. 城は実在したが、天守は存在しなかった、もしくは存在したか不明な城に建てられたもの。
- 天守閣風建築物は、上記のいずれにも属さず、「城」・「天守閣」などを含む正式名称を持つもの、または、正式に天守を模した外観であるものとする。

### 時代区分
- 安土桃山時代 - 1568年 （永禄11年）から1603年（慶長8年）の期間とする。
- 江戸時代 - 1603年（慶長8年）から1867年（慶応3年）の期間とする。
  - うち、江戸末期（幕末）は、1853年（嘉永6年）から1868年（慶応4年）の期間とする。

## 現存天守

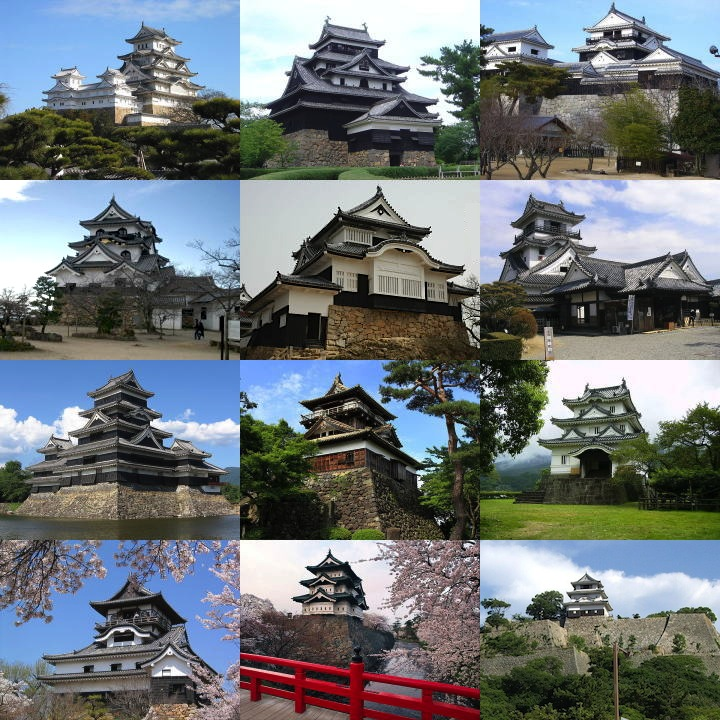
現存12天守

現存する江戸時代以前の天守の詳細は現存天守を参照。
括弧内は、（指定文化財、所在地- 建造年）順は建造年の古いものが上位。最終の改築・再建年代を順序に数える。
- 丸岡城（重要文化財、福井県坂井市- 不明（1576年（天正4年）築説あり））
- 彦根城（国宝、滋賀県彦根市- 1606年（慶長11年）築）
- 松江城（国宝、島根県松江市- 1607年（慶長12年））
- 姫路城（世界遺産・国宝、兵庫県姫路市- 1609年（慶長14年）改）
- 犬山城（国宝、愛知県犬山市- 1601年（慶長6年）築 1620年（元和6年）改）
- 松本城（国宝、長野県松本市-1597年（慶長2年）築  1633年（寛永10年）改）
- 丸亀城（重要文化財、香川県丸亀市- 1660年（万治3年））
- 宇和島城（重要文化財、愛媛県宇和島市- 1665年（寛文5年）再）
- 備中松山城（重要文化財、岡山県高梁市- 1683年（天和3年）築）
- 高知城（重要文化財、高知県高知市- 1747年（延享4年）再）
- 弘前城（重要文化財、青森県弘前市- 1811年（文化8年））
- 松山城（重要文化財、愛媛県松山市- 1602年（慶長7年）築 1853年（嘉永6年）再）

## 現存する天守相当の櫓
上記現存天守のほかに、天守ではないが、天守代用の櫓、天守に付属する小天守またはそれに相当する城郭建築の現存例。
天守代用櫓の現存例
- 江戸城富士見櫓（東京都千代田区 - 1659年頃築・関東大震災で倒壊後、修復） - 江戸城寛永度天守焼失後、天守の代用とされた。[1]
- 明石城坤櫓（兵庫県明石市 - 1620年頃築）[2]

小天守に当たる櫓の現存例
- 熊本城宇土櫓（重要文化財、熊本県熊本市 - 1601年から1607年築）[3]。
- 大洲城台所櫓（重要文化財、愛媛県大洲市 - 1859年再）[3]
- 大洲城高欄櫓（重要文化財、愛媛県大洲市 - 1861年再）[3]

## 現存しない天守
括弧内は、（損失原因-所在地-損失した年・年月日）順は損失した年の古いものを上位に記す。不明な場合は50音順で下位に記す。

### 16世紀損失
- 二条城天守（解体－1576年（天正4年））
- 安土城天主（焼失-滋賀県近江八幡市-1582年（天正10年））
- 坂本城天守（焼失-滋賀県大津市-1582年（天正10年））
- 大溝城天守（解体-滋賀県高島市-1582年（天正10年）頃）水口岡山城に移築の可能性。
- 北ノ庄城天守（焼失-福井県福井市-1583年（天正11年））
- 伏見城（指月山）天守（地震倒壊-京都府京都市伏見区-1597年（慶長元年）7月）
- 伏見城（木幡山）天守（戦災焼失-京都府京都市伏見区-1600年（慶長5年）8月）
- 岐阜城天守（戦災、廃城破却-岐阜県岐阜市-1600年（慶長5年））
- 甲府城天守（破却-山梨県甲府市-1600年（慶長5年）頃）

### 17世紀損失
- 姫路城天正期天守（解体再建-兵庫県姫路市-1601年（慶長6年）以降）
- 金沢城天守（落雷焼失-石川県金沢市-1602年（慶長7年））
- 名護屋城天守（解体-佐賀県唐津市-1602年（慶長7年））
- 亀山城天守（解体、岡山城へ移築-岡山県岡山市東区-1602年（慶長7年））
- 大津城天守（解体、彦根城へ移築-滋賀県大津市-1603年（慶長8年）頃）
- 佐和山城天守（破却-滋賀県彦根市-1606年（慶長11年）頃）
- 宇土城天守（破却-熊本県宇土市-1612年（慶長17年））
- 愛藤寺城天守（破却-熊本県上益城郡山都町-1612年（慶長17年））
- 大坂城豊臣期天守（大坂の陣による戦災焼失-大阪府大阪市中央区-1615年（慶長20年））
- 青葉城第一期三階艮櫓（地震倒壊-宮城県仙台市青葉区-1616年（元和2年））
- 佐伯城天守（落雷焼失-大分県佐伯市-1617年（元和3年））
- 江戸城慶長期天守（奥御殿建設のため解体-東京都千代田区-1622年（元和8年））
- 二条城慶長期天守（解体-京都府京都市中京区-1626年（寛永3年）頃）
- 鷹岡城天守（落雷、爆発焼失-青森県弘前市-1627年（寛永4年））
- 亀山城 (伊勢国)天守（破却-三重県亀山市-1632年（寛永9年））
- 駿府城天守（失火焼失-静岡県静岡市葵区-1635年（寛永12年））
- 江戸城元和期天守（再建のため解体-東京都千代田区-1637年（寛永14年））
- 松坂城天守（台風倒壊-三重県松阪市-1644年（正保元年））
- 青葉城第二期三階艮櫓（地震倒壊-宮城県仙台市青葉区-1646年（正保3年））
- 田丸城天守（風雨倒壊-三重県度会郡玉城町-1649年（慶安2年））
- 江戸城寛永期天守（明暦の大火による焼失-東京都千代田区-明暦3年（1657年））
- 大坂城徳川期天守（落雷焼失-大阪府大阪市中央区-1665年（寛文5年））
- 村上城天守（落雷焼失-1667年（寛文7年））
- 宇和島城慶長期天守（修繕名目で解体-愛媛県宇和島市-1662年（寛文2年）-1671年（寛文11年）頃）
- 福井城天守（焼失-福井県福井市-1669年（寛文9年））
- 延岡城御三階櫓（焼失-宮崎県延岡市-1683年（天和3年））
- 鳥取城天守（落雷焼失-鳥取県鳥取市-1692年（元禄5年））
- 高山城天守（廃城破却-岐阜県高山市-1695年（元禄8年））

### 18世紀損失
- 小田原城大久保期天守（地震倒壊-神奈川県小田原市-1703年（元禄16年））
- 高知城慶長期天守（大火による焼失-高知県高知市-1727年（享保12年））
- 加納城御三階櫓（大火による焼失-岐阜県岐阜市-1728年（享保13年））
- 大分城天守（大火による焼失-大分県大分市-1743年（寛保3年））
- 二条城寛永期天守（落雷焼失-京都府京都市中京区-1750年（寛延3年））
- 淀城元和期天守（落雷焼失-京都府京都市伏見区-1758年（宝暦8年））
- 金沢城三階櫓（焼失-石川県金沢市-1759年（宝暦9年））
- 岡城御三階櫓（風雨および地震による倒壊-大分県竹田市-1769年（明和6年））
- 松山城慶長期天守（落雷焼失-愛媛県松山市-1784年（天明4年））

### 19世紀損失
- 佐倉城御三階櫓（盗賊の失火または放火で焼失-千葉県佐倉市-1813年（文化10年））
- 金石城寛文期櫓門（火災焼失-長崎県対馬市-1813年（文化10年））
- 岸和田城天守（落雷焼失-大阪府岸和田市-1827年（文政10年））
- 小倉城天守（失火-福岡県北九州市-1837年（天保8年））
- 大多喜城天守（失火-千葉県大多喜町-1842年（天保13年））
- 和歌山城慶長期天守（落雷焼失-和歌山県和歌山市-1846年（弘化3年））

幕末期（1853年 - 1868年）
- 鳥羽城天守（地震倒壊-三重県鳥羽市-1854年（安政元年））
- 浜田城天守（戦災・放火-島根県浜田市-1867年（慶応2年））
- 白河城天守（破却-福島県白河市-1868年（慶応4年））

明治時代（1868年 - 1912年）
- 川越城富士見櫓（破却-埼玉県川越市-1869年（明治2年）頃）
- 小田原城宝永期天守（破却-神奈川県小田原市-1870年（明治3年））
- 膳所城天守（破却-滋賀県大津市-1870年（明治3年））
- 笠間城天守（破却-茨城県笠間市-1871年（明治4年））
- 福井城巽三階櫓（破却-福井県福井市-1871年（明治4年））
- 山形城御三階櫓（破却-山形県山形市-1871年（明治4年））
- 岡城御三階櫓（破却-大分県竹田市-1872年（明治5年））
- 久留里城天守（破却-千葉県君津市-1872年（明治5年））
- 西尾城天守（破却-愛知県西尾市-1872年（明治5年））
- 沼津城三階櫓（破却-静岡県沼津市-1872年（明治5年））
- 平戸城乾三階櫓（破却-長崎県平戸市-1872年（明治5年））
- 福知山城大小天守（破却-京都府福知山市-1872年（明治5年））
- 園部城小麦山櫓（破却-京都府南丹市-1872年（明治5年）頃）
- 柳川城天守（戦災・失火もしくは放火-福岡県柳川市-1872年（明治5年）1月18日）
- 臼杵城天守（破却-大分県臼杵市-1873年（明治6年））
- 伊勢亀山城三階櫓（破却-三重県亀山市-1873年（明治6年））
- 新発田城三階櫓（破却-新潟県新発田市-1873年（明治6年））
- 新宮城大小天守（破却-和歌山県新宮市-1873年（明治6年））
- 高崎城天守（破却-群馬県高崎市-1873年（明治6年））
- 米沢城御三階櫓（破却-山形県米沢市-1873年（明治6年））
- 岡崎城天守（破却-愛知県岡崎市-1873年（明治6年） - 1874年（同7年））
- 久留米城巽三階櫓（破却-福岡県久留米市-1874年（明治7年））
- 白石城天守（大櫓）（破却-宮城県白石市-1874年（明治7年））
- 萩城天守（破却-山口県萩市-1874年（明治7年））
- 日出城天守（破却-大分県日出町-1874年（明治7年）2月）
- 盛岡城天守（破却-岩手県盛岡市-明治7年（1874年））
- 若松城天守（会津戦争での戦災破損により破却-福島県会津若松市-1874年（明治7年））
- 尼崎城天守（破却-兵庫県尼崎市-1875年（明治8年））
- 高島城天守（破却-長野県諏訪市-1875年（明治8年））
- 関宿城天守（三階櫓）（破却-千葉県野田市-1874年（明治7年） - 1875年（同8年））
- 津山城天守（破却-岡山県津山市-1874年（明治7年） - 1875年（同8年））
- 徳島城天守（破却-徳島県徳島市-1875年（明治8年））
- 島原城天守（破却-長崎県島原市-1874年（明治7年） - 1876年（同9年））
- 熊本城大小天守（西南戦争での戦災・失火か放火-熊本県熊本市-1877年（明治10年）2月19日午前11時40分頃）
- 鳥取城三階櫓（破却-鳥取県鳥取市-1877年（明治10年） - 1879年（同12年））
- 米子城大小天守（破却-鳥取県米子市-1879年（明治12年））
- 高松城天守（破却-香川県高松市-1884年（明治17年））
- 大洲城大天守（破却-愛媛県大洲市-1888年（明治21年））
- 丹波亀山城天守（破却-京都府亀岡市-1889年（明治22年））
- 高取城天守（破却-奈良県高取町-1891年（明治24年）頃）

### 20世紀損失
大正時代（1912年 - 1926年）

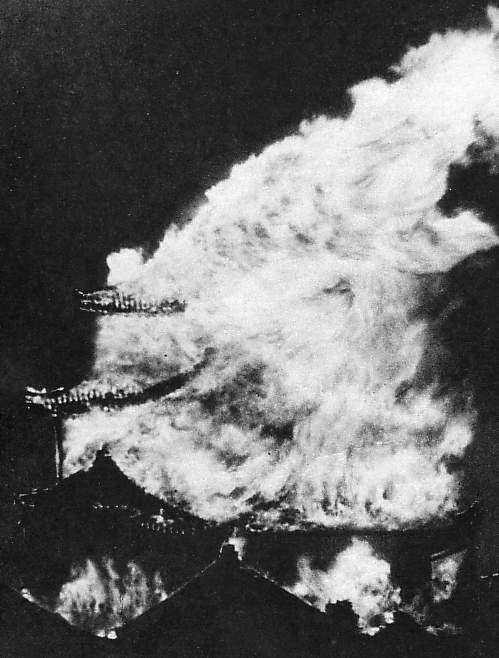
炎上する名古屋城大天守

- 金石城文化期二重櫓門（破却-長崎県対馬市-1919年（大正8年））

昭和時代（1926年 - 1989年）
- 名古屋城大小天守（名古屋大空襲による戦災焼失-愛知県名古屋市-1945年（昭和20年）5月14日）
- 岡山城天守（岡山空襲による戦災焼失-岡山県岡山市-1945年（昭和20年）6月29日）
- 和歌山城大小天守群（和歌山大空襲による戦災焼失-和歌山県和歌山市-1945年（昭和20年）7月9日）
- 大垣城天守（大垣空襲による戦災焼失-岐阜県大垣市-1945年（昭和20年）7月29日）
- 水戸城御三階櫓（水戸空襲による戦災焼失-茨城県水戸市-1945年（昭和20年）8月2日）
- 広島城大天守（原爆投下による戦災倒壊-広島県広島市-1945年（昭和20年）8月6日）※原爆の爆風による倒壊。小天守は明治時代に破却。
- 福山城大小天守（福山大空襲による戦災焼失-広島県福山市-1945年（昭和20年）8月8日）
- 松前城天守（松前町役場の失火火災が類焼し焼失-北海道松前町-1949年（昭和24年）6月5日）

## 近現代に建造された天守
括弧内は（所在地 建造年）。順は建造年の古いものが上位。

### 復元天守

#### 木造復元天守
木造で忠実に復したもの。実質上の天守とされていた三重櫓、天守やそれに類似する象徴的なものとして認識されていた事実のある建築も含む。
- 白河小峰城三重櫓（福島県白河市 1991年）
- 掛川城天守（静岡県掛川市 1994年）
- 白石城大櫓（宮城県白石市 1995年）
- 新発田城三階櫓（新潟県新発田市 2004年）

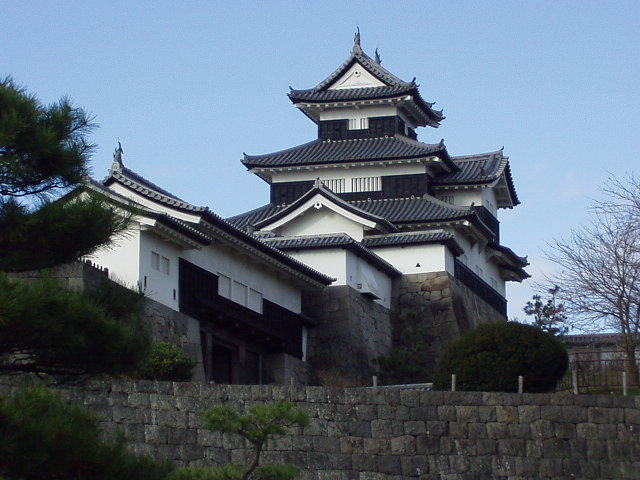
木造復元天守（白河小峰城三重櫓）

- 大洲城天守（愛媛県大洲市 2004年）

天守相当の櫓
- 金石城二重櫓門（長崎県対馬市 1990年）

#### 外観復元天守
鉄筋鉄骨コンクリートなどで、外観のみをほぼ以前の姿に復したもの。

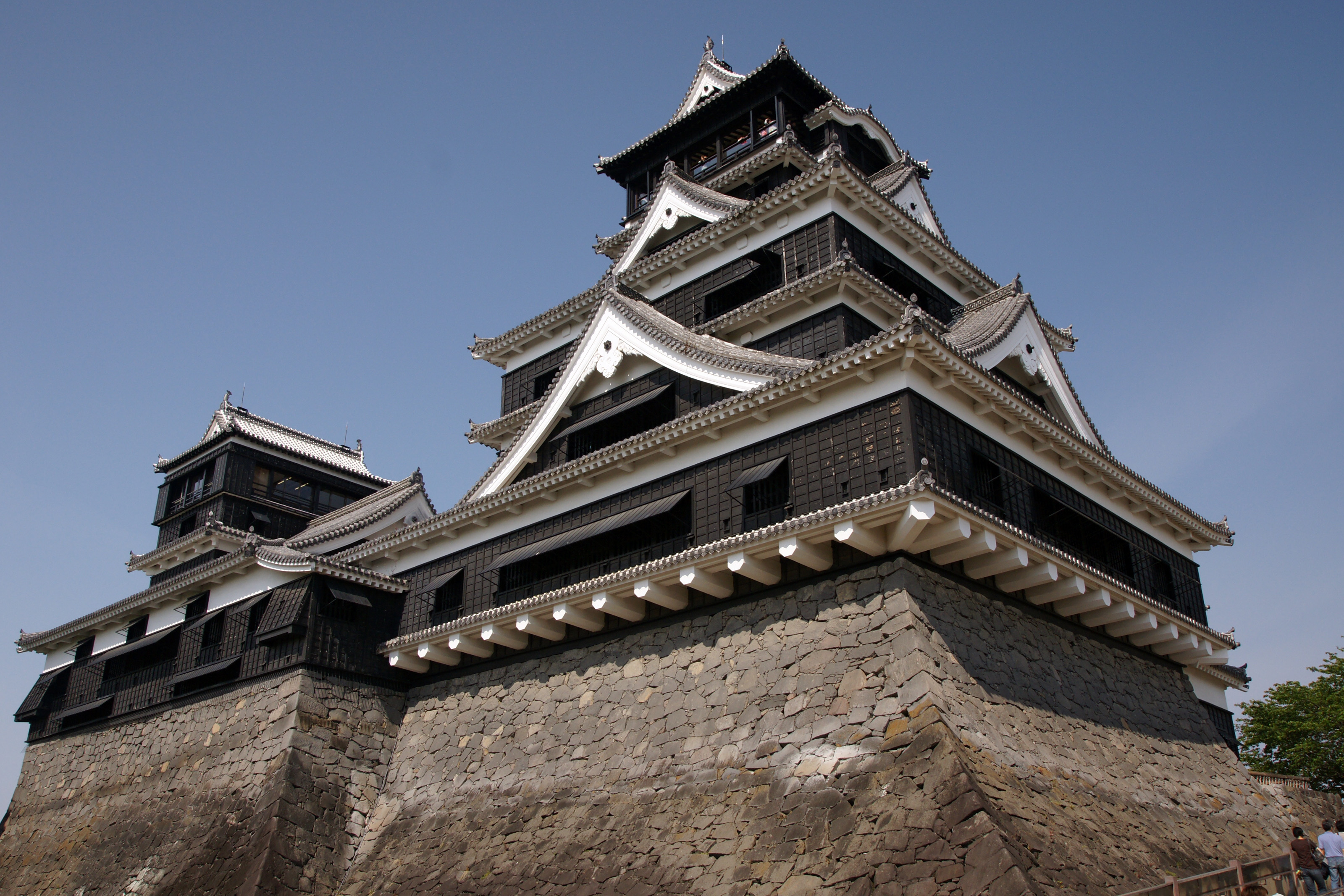
外観復元天守（熊本城大小天守）

- 名古屋城（愛知県名古屋市 1957年）
- 大垣城（岐阜県大垣市 1958年）
- 広島城（広島県広島市 1958年）
- 和歌山城（和歌山県和歌山市 1958年）
- 松前城（北海道松前郡松前町 1960年）
- 熊本城（熊本県熊本市 1960年）
- 若松城（福島県会津若松市 1965年）
- 岡山城（岡山県岡山市 1966年）
- 福山城（広島県福山市 1966年）
- 福知山城（京都府福知山市 1986年）

### 復興天守

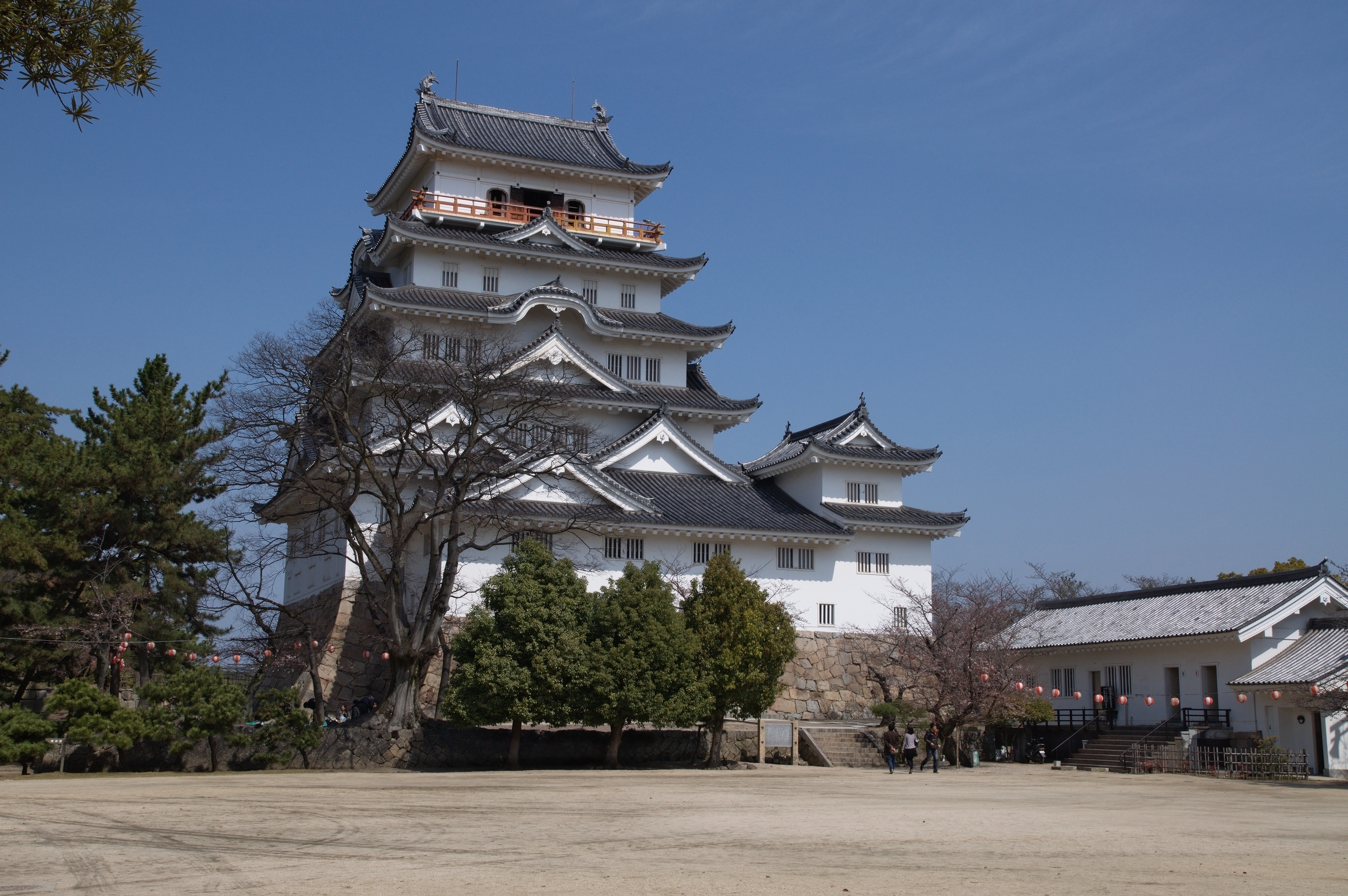
復興天守（福山城天守）

- 大坂城（登録有形文化財、大阪府大阪市 1931年）
- 岸和田城（大阪府岸和田市 1954年）
- 岡崎城（愛知県岡崎市 1959年）
- 小倉城（福岡県北九州市 1959年）
- 小田原城（神奈川県小田原市 1960年）
- 岩国城（山口県岩国市 1962年）

- 島原城（長崎県島原市 1964年）
- 越前大野城（福井県大野市 1968年）
- 高島城（長野県諏訪市 1970年）
- 忍城（埼玉県行田市 1988年）
- 高田城（新潟県上越市 1994年）

### 模擬天守
- 洲本城（兵庫県洲本市 1928年）
- 郡上八幡城（岐阜県郡上市 1933年）
- 伊賀上野城（三重県上野市 1935年）
- 富山城（富山県富山市 1954年）
- 吉田城（愛知県豊橋市 1954年）
- 岐阜城（岐阜県岐阜市 1956年）
- 浜松城（静岡県浜松市 1958年）
- 平戸城（長崎県平戸市 1962年）
- 中津城（大分県中津市 1964年）
- 伏見桃山城（京都府京都市 1964年）
- 横手城（秋田県横手市 1965年）
- 撫養城（徳島県鳴門市 1965年）
- 唐津城（佐賀県唐津市 1966年）
- 三戸城（青森県三戸町 1967年）
- 杵築城（大分県杵築市 1970年）
- 天神山城（埼玉県秩父郡長瀞町 1970年）
- 神岡城（岐阜県飛騨市 1970年）
- 涌谷城（宮城県遠田郡涌谷町 1973年）
- 中村城（高知県四万十市 1973年）
- 大多喜城（千葉県夷隅郡大多喜町 1975年）
- 騎西城（埼玉県加須市 1975年）
- 日和佐城（徳島県海部郡美波町 1978年）
- 久留里城（千葉県君津市 1979年）
- 江美城（鳥取県日野郡江府町 1978年）
- 今治城（愛媛県今治市 1980年）
- 川島城（徳島県吉野川市 1981年）

- 上山城（山形県上山市 1982年）
- 館山城（千葉県館山市 1982年）
- 因島水軍城（広島県尾道市 1983年）
- 長浜城（滋賀県長浜市 1983年）
- 五城目城（秋田県南秋田郡五城目町 1984年）
- 綾城（宮崎県東諸県郡綾町 1985年）
- 川之江城（愛媛県四国中央市 1986年）
- 山方城（茨城県常陸大宮市 1987年）
- 小山城（静岡県榛原郡吉田町 1987年）
- 茶臼山城（岡山県赤磐市 1988年）
- 稲庭城（秋田県湯沢市 1989年）
- 清洲城（愛知県清須市 1989年）
- 羽衣石城（鳥取県東伯郡湯梨浜町 1990年）前身建物は1928年。
- 月山日和城（宮崎県都城市 1992年）
- 天ヶ城（宮崎県宮崎市 1993年）
- 関宿城（千葉県野田市 1995年）
- 尼崎城（兵庫県尼崎市 2018年）
- 一郷山城（群馬県高崎市）
- 久保田城（秋田県秋田市）
- 小倉山城（岐阜県美濃市）
- 常盤城（福島県田村市）
- 逆井城（茨城県坂東市）
- 竜泉寺城（愛知県名古屋市）
- 旭城（愛知県尾張旭市）
- 湯浅城（和歌山県有田郡湯浅町）
- 亥鼻城・千葉市立郷土博物館（千葉県千葉市）
- 岩崎城（愛知県日進市 1987年）[4]。
- 墨俣城（岐阜県大垣市 1991年）[5]
- 河原城（鳥取県鳥取市 1994年？）

### 天守閣風建築物
正式名称、括弧内は、所在地・建築物が所属する施設名。順は50音順。
- 熱海城（静岡県熱海市）

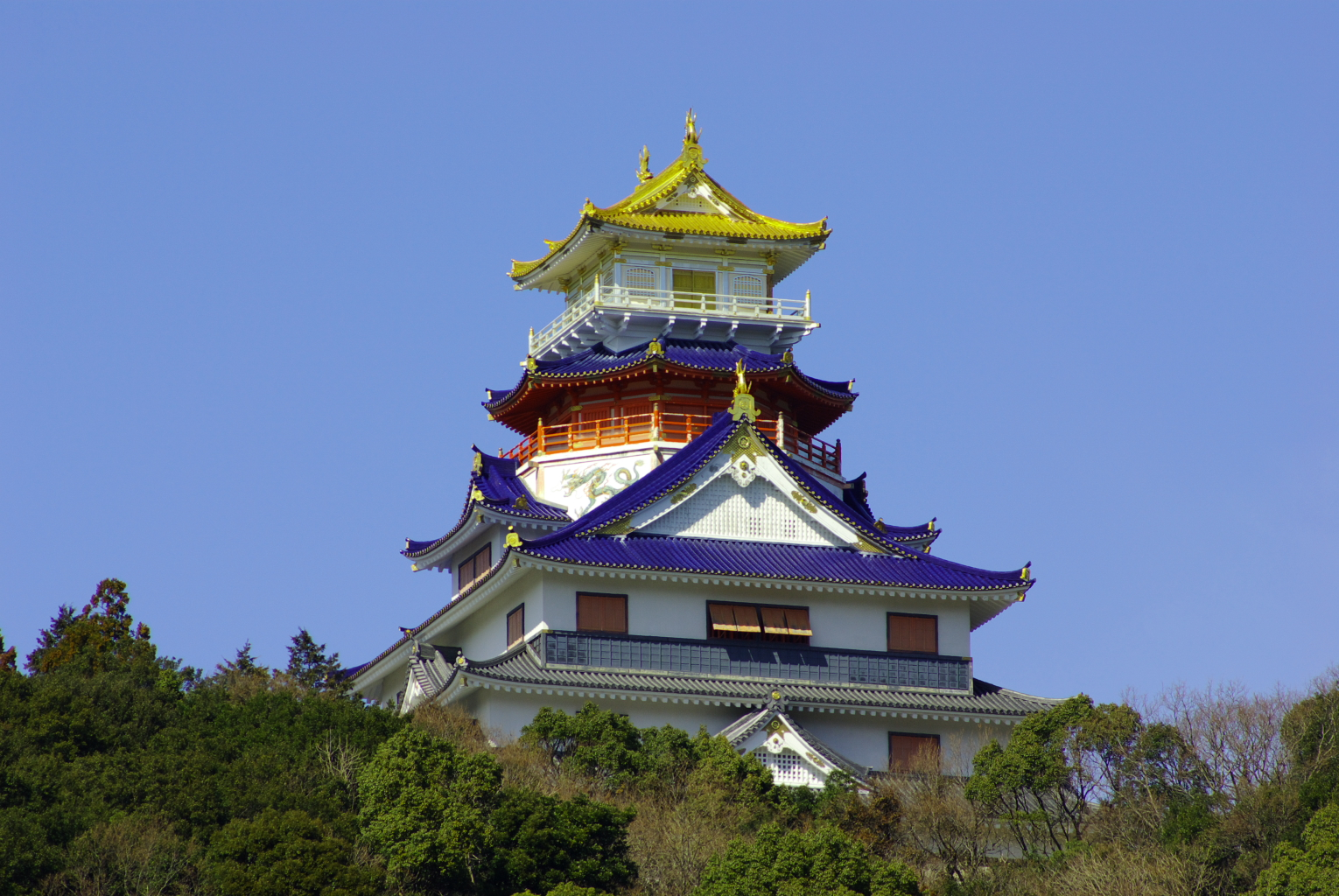
天守閣風建築物（伊勢・安土桃山文化村の安土城天守）

- 主神城（三重県多気郡多気町・神霊学会主神教本部教会）
- 伊勢・安土桃山文化村の安土城（三重県伊勢市 伊勢・安土桃山文化村）
- 市川三郷町歌舞伎文化公園ふるさと会館（山梨県八代郡市川三郷町）
- 一宮淡路城（兵庫県淡路市尾崎 美術館）
- 宇都宮城（栃木県宇都宮市 宇都宮動物園内） - 宇都宮城は別の場所に城跡が現存
- 大阪青山歴史文学博物館（兵庫県川西市 大阪青山大学・大阪青山短期大学北摂キャンパス内）
- お菓子の壽城（鳥取県米子市）
- 小田川温泉「秀吉のやかた」（青森県五所川原市）
- 尾道城（広島県尾道市）
- 小牧城（愛知県小牧市 1968年）
- 勝山城博物館（福井県勝山市）
- 天鷺城（秋田県由利本荘市）
- かすみがうら市郷土資料館（茨城県かすみがうら市）
- 衣川懐徳館（岩手県奥州市）
- 佐和山城（滋賀県彦根市 佐和山遊園内）
- 常総市地域交流センター(豊田城)（茨城県常総市）
- 中国共産党吉林省委員会（中華人民共和国吉林省長春市） - 旧満州国新京の関東軍司令部
- 長岡市郷土資料館（新潟県長岡市）- 本来の長岡城本丸跡地は現在JR長岡駅。
- 南丹市国際交流会館（京都府南丹市）
- 磐洲城（福島県いわき市）
- 藤橋城（西美濃プラネタリウム）（岐阜県揖斐郡揖斐川町 1989年）
- マキキ聖城教会（アメリカ合衆国ハワイ州ホノルル 宗教施設（キリスト教福音プロテスタント））
- 御影城・前原城（パラグアイ 民家）
- 霊波之光本部「天使閣」（千葉県野田市）